# هيرمان كيسر
هيرمان كيسر (بالإنجليزية: Herman Keiser)‏ هو لاعب غولف أمريكي، ولد في 7 أكتوبر 1914 في سبرينغفيلد في الولايات المتحدة، وتوفي في 24 ديسمبر 2003 بسبب مرض آلزهايمر.

## وصلات خارجية
- هيرمان كيسر على موقع إن إن دي بي (الإنجليزية)